# Chionaema bebas
Chionaema bebas är en fjärilsart som beskrevs av Ulrich Roesler och Kuppers 1976. Chionaema bebas ingår i släktet Chionaema och familjen björnspinnare. Inga underarter finns listade i Catalogue of Life.